# Alfa del Triangle
Alfa del Triangle (α Trianguli) és un estel binari de la constel·lació del Triangle, el segon més brillant de la mateixa amb una magnitud aparent de +3,42 darrere de Beta del Triangle. El component principal del sistema s'anomena Metallah, que prové de l'àrab i significa «triangle».
Unes 13 vegades més lluminosa que el Sol, Alfa del Triangle és un subgegant blanc-groc de tipus espectral F6IV, és a dir, està acabant o ha acabat la fusió de l'hidrogen i està començant la fusió d'heli. La seva temperatura superficial és de 6350 K i el seu radi és 3 vegades més gran que el del Sol. Gira sobre si mateix amb una velocitat de rotació projectada de 81,6 km/s. Té una metal·licitat —abundància relativa d'elements més pesats que l'heli— lleugerament inferior a la del Sol ([Fe/H] = -0,09). La seva massa estimada és 1,5 vegades major que la massa solar i és un estel més evolucionat que el nostre estel. La seva edat es xifra en sol 2700 milions d'anys, una mica més de la meitat de l'edat del Sol, ja que com més gran és la massa d'un estel més curta és la seva vida.
Alfa del Triangle és un binari espectroscòpic amb una company molt tènue del que res se sap. Ha d'estar extraordinàriament a prop —potser entorn de 0,04 UA—, ja que el període orbital és de sol 1,74 dies. Ambdós es troben a 64 anys llum del sistema solar.